# Eupanacra perfecta
Eupanacra perfecta là một loài bướm đêm thuộc họ Sphingidae. Nó được tìm thấy ở đông bắc Ấn Độ, Bhutan, Myanma, tây nam Trung Quốc, miền bắc Thái Lan và Việt Nam.
Sải cánh dài 56–64 mm. Nó giống với Eupanacra metallicavề màu sắc.

## Phụ loài
- Eupanacra perfecta perfecta (đông bắc India, Bhutan, Myanmar, tây nam China, miền bắc Thailand, Việt Nam)[2]
- Eupanacra perfecta tsekoui (Clark, 1926) (Vân Nam ở tây nam China)[3]